# Balbins
Balbins és un municipi francès situat al departament de la Isèra i a la regió d'Alvèrnia-Roine-Alps. L'any 2007 tenia 394 habitants.

## Demografia

### Població
El 2007 la població de fet de Balbins era de 394 persones. Hi havia 152 famílies de les quals 20 eren unipersonals (16 homes vivint sols i 4 dones vivint soles), 60 parelles sense fills, 64 parelles amb fills i 8 famílies monoparentals amb fills.
La població ha evolucionat segons el següent gràfic:
Habitants censats

### Habitatges
El 2007 hi havia 168 habitatges, 149 eren l'habitatge principal de la família, 14 eren segones residències i 5 estaven desocupats. 167 eren cases i 1 era un apartament. Dels 149 habitatges principals, 130 estaven ocupats pels seus propietaris, 18 estaven llogats i ocupats pels llogaters i 1 estava cedit a títol gratuït; 1 tenia una cambra, 1 en tenia dues, 10 en tenien tres, 38 en tenien quatre i 99 en tenien cinc o més. 128 habitatges disposaven pel capbaix d'una plaça de pàrquing. A 57 habitatges hi havia un automòbil i a 87 n'hi havia dos o més.

### Piràmide de població
La piràmide de població per edats i sexe el 2009 era:
| Homes | Edats   | Dones |
| ----- | ------- | ----- |
| 0     | 95 o +  | 0     |
| 4     | 90 a 94 | 0     |
| 0     | 85 a 89 | 4     |
| 0     | 80 a 84 | 0     |
| 24    | 75 a 79 | 8     |
| 4     | 70 a 74 | 24    |
| 8     | 65 a 69 | 4     |
| 12    | 60 a 64 | 4     |
| 8     | 55 a 59 | 12    |
| 12    | 50 a 54 | 12    |
| 20    | 45 a 49 | 20    |
| 8     | 40 a 44 | 16    |
| 20    | 35 a 39 | 12    |
| 4     | 30 a 34 | 8     |
| 8     | 25 a 29 | 8     |
| 8     | 20 a 24 | 0     |
| 20    | 15 a 19 | 12    |
| 8     | 10 a 14 | 8     |
| 16    | 5 a 9   | 16    |
| 12    | 0 a 4   | 12    |

## Economia
El 2007 la població en edat de treballar era de 249 persones, 172 eren actives i 77 eren inactives. De les 172 persones actives 160 estaven ocupades (88 homes i 72 dones) i 12 estaven aturades (4 homes i 8 dones). De les 77 persones inactives 23 estaven jubilades, 28 estaven estudiant i 26 estaven classificades com a «altres inactius».

### Ingressos
El 2009 a Balbins hi havia 152 unitats fiscals que integraven 397 persones, la mediana anual d'ingressos fiscals per persona era de 18.911 €.

### Activitats econòmiques
Dels 19 establiments que hi havia el 2007, 7 eren d'empreses de construcció, 2 d'empreses de comerç i reparació d'automòbils, 2 d'empreses de transport, 1 d'una empresa d'hostatgeria i restauració, 1 d'una empresa d'informació i comunicació, 1 d'una empresa immobiliària, 1 d'una empresa de serveis, 3 d'entitats de l'administració pública i 1 d'una empresa classificada com a «altres activitats de serveis».
Dels 7 establiments de servei als particulars que hi havia el 2009, 1 era un taller de reparació d'automòbils i de material agrícola, 1 fusteria, 2 lampisteries, 2 electricistes i 1 perruqueria.
L'any 2000 a Balbins hi havia 12 explotacions agrícoles que ocupaven un total de 427 hectàrees.

## Equipaments sanitaris i escolars
El 2009 hi havia una escola elemental integrada dins d'un grup escolar amb les comunes properes formant una escola dispersa.

## Poblacions més properes
El següent diagrama mostra les poblacions més properes.